# Agostino Agazzari

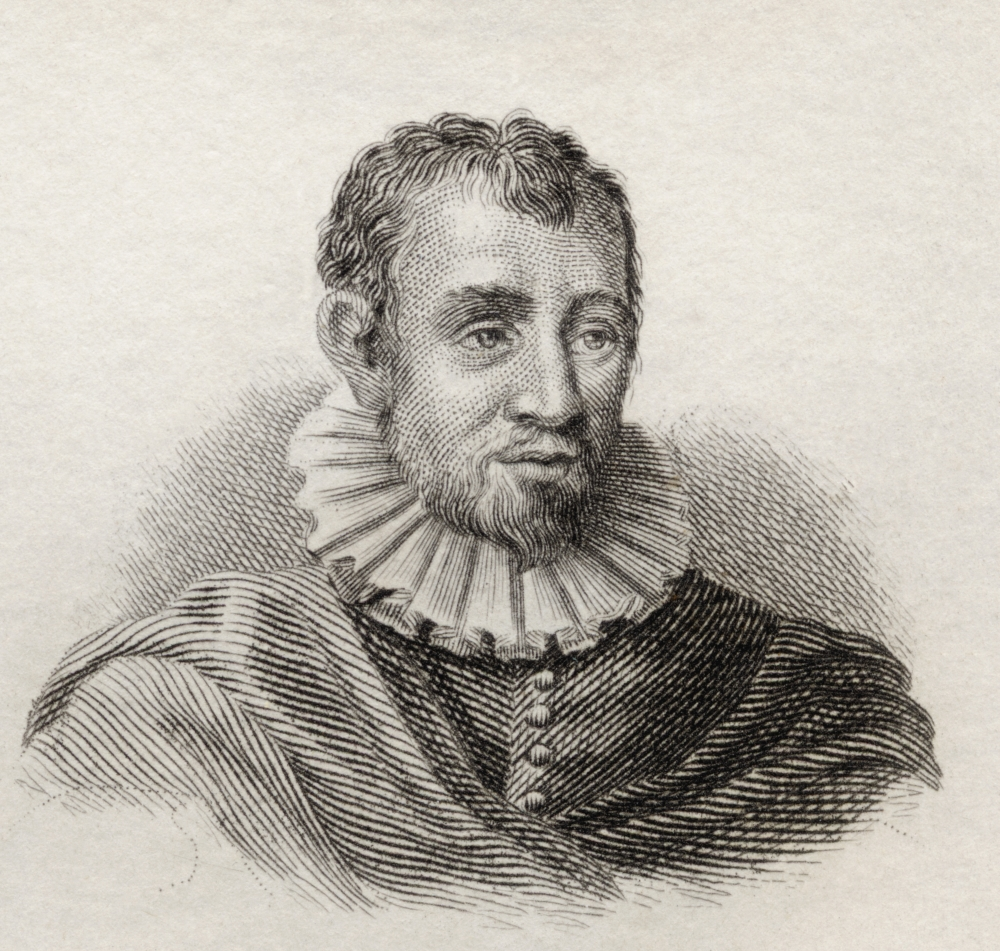
Agostino Agazzari

Agostino Agazzari (Siena, 2 dicembre 1578 – Siena, 10 aprile 1640) è stato un compositore, organista e teorico della musica italiano dell'epoca barocca.

## Biografia
Studiò a Siena, dove a soli diciotto anni pubblicò il suo primo libro di madrigali. Fu organista presso la Cattedrale di Siena dal 1597 al 1602, posto che lasciò per recarsi a Roma, dove dal 1602 al 1606 circa fu Praefectus musicae al Collegio Germanico, carica tenuta in precedenza anche da Tomás Luis de Victoria. Nel 1606 compose l'Eumelio, dramma pastorale... con la musica dell'Armonico Intronato, rappresentato al Seminario Romano in occasione del Carnevale. Nel 1607 rientrò a Siena dove, pare, rimase sino alla morte. Qui, oltre a far parte dell'Accademia degli Intronati, ricoprì l'incarico di maestro di cappella del Duomo.

## Attività
Fu prevalentemente autore di musica sacra, di cui compose messe, mottetti, salmi, litaniae etc.; scrisse anche alcuni libri di madrigali e il dramma pastorale Eumelio, quest'ultimo particolarmente significativo per la storia del melodramma. Come autore di scritti teorici è celebre soprattutto per il suo Del sonare sopra'l basso, uno dei primi trattati sistematici sopra il basso continuo, importante per la comprensione di questa pratica ancora agli albori.

## Opere

### Drammi
- Eumelio (1606)

### Musica sacra
- Sacrarum cantionum… liber primus, Roma, 1602, ristampato nel 1605, con il bc
- Sacrae laudes… liber secundus, Roma, 1603
- Sacrarum cantionum… liber tertius, Roma, 1603
- Sacrae cantiones; liber quartus, Roma, 1606, ristampato nel 1606 come Motetti, libro quarto
- Sacrarum cantionum… liber II, Milano, 1607
- Cantiones, motectae vulgo appellatae, Francoforte, 1607)
- Psalmi sex, Venezia, 1609
- Psalmi ac magnificat, Venezia, 1611
- Sertum roseum ex plantis Hiericho, Venezia, 1611
- Psalmorum ac magnificat, Venezia, 1611
- Dialogici concentus, Venezia, 1613
- Missae quattuor tam organis, Venezia, 1614
- Sacrae cantiones, Venezia, 1615
- Eucaristicum melos, Roma, 1625
- Litaniae beatissimae virginis, Roma, 1639
- Musicum encomium, Roma, 1640

### Musica devozionale
- Il primo libro de' madrigaletti, Venezia, 1607
- Il secondo libro de' madrigaletti, Venezia, 1607
- Stille soavi di celeste aurora, Venezia, 1620

### Musica profana
- Il primo libro de' madrigali, Venezia, 1596
- Il primo libro de' madrigali, Venezia, 1600
- Il secondo libro de' madrigali, Venezia, 1606

### Scritti teorici
- Del sonare sopra'l basso: con tutti li stromenti e dell'uso loro nel conserto. (1607)
- La musica ecclesiastica dove si contiene la vera diffinitione della musica come scienza, non più veduta, e sua nobiltà (1638)